# Godavari
Godavari  là một sông chảy từ miền Tây đến miền Nam Ấn Độ và được coi là một trong các lưu vực sông lớn tại Ấn Độ. Với chiều dài 1465 km, đây là sông dài thứ hai tại Ấn Độ (chỉ sau sông Hằng), chảy hoàn toàn trên lãnh thổ Ấn Độ và cũng là sông dài nhất Nam Ấn Độ. Sông khởi nguồn gần Trimbak tại quận Nashik của bang Maharashtra và chảy về hướng đông qua cao nguyên Deccan và đổ vào vịnh Bengal gần Yanam và Antarvedi thuộc quận Đông Godavari của bang Andhra Pradesh.
Godavari là tuyến đường thủy chính của miền Trung Ấn Độ, bắt nguồn từ dãy Ghat Tây thuộc Nashik của bang Maharashtra và chảy về phía đông. Sông được biết đến là dakshin ganga (sông Hằng phương Nam). Sông đi vào địa phận bang Andhra Pradesh tại Basara của quận Adilabad. Khi chảy qua khu vực Telangana của bang Andhra Pradesh, sông nằm gần với một ngôi làng nhỏ gọi là Dharmapuri, đây là một ngôi làng hành hương với nhiều đền tháp Ấn Độ giáo cổ xưa và sông Godavari trở thành một nơi linh thiêng theo đúng nghĩa để tắm. Sông chảy qua cao nguyên Deccan và thẳng hướng đông nam cho đến khi đổ vào vịnh Bengal với hai cửa sông.
Rajahmundry, là thành phố lớn thứ hai nằm bên bờ sông (Nashik là thành phố lớn nhất) nằm đôi bờ sông Godavari. Tại Rajahmundry, Godavari có lòng sông rộng nhất, xấp xỉ 5 km từ Rajahmundry đến bờ đối diện là Kovvur.
Dự án Sriram Sagar đã được xây dựng trên sông (1964–69) để phục vụ cho nhu cầu tưới tiêu của các quận Adilabad, Nizamabad, Karimnagar và Warangal.
Mặc dù sông chỉ khởi nguồn tại nơi chỉ cách biển Ả Rập 80 km, nó đã phải chảy 1.465 km để đổ nước vào vịnh Bengal. Ngay phía trên Rajamundry, có một đập nước phục vụ cho mục đích tưới tiêu. Bên dưới Rajahmundry, sông chia làm hai nhánh và tạo nên một đồng bằng châu thổ rộng lớn với hệ thống kênh đào trải dài có khả năng vận chuyển, đập nước Dowleswaram kết nối vùng này với vùng châu thổ của sông Krishna ở phía Tây Nam.
Sông Godavari có diện tích lưu vực là 312.812 km², khoảng một phần mười lãnh thổ Ấn Độ. Các sông Pravara, Indravati, Wainganga, Wardha, Pench, Kanhan và Penuganga đã đổ một lượng nước lớn vào hệ thống sông Godavari. Các chi lưu khác là Indravati, Manjira, Bindusara và Sabari.
Đỉnh Jindhagada (1.690m) là điểm cao nhất tại lưu vực sông Godavari.

## Các thị trấn và thành phố chính ven sông
Maharashtra:
- Nashik (thành phố linh thiêng và di tích Kumbhamela)
- Trimbakeshwar (Jyotirliga thứ 10 của Shiva)
- Kopargaon
- Paithan (Kinh đô cổ của vương triều Satvahan, thị trấn linh thiêng)
- Gangakhed
- Nanded (Nổi tiếng với Sachkhand Gurudwara)
- Sironcha (Thị trấn nằm gần nơi hợp lưu của Godavari và Pranahita)
- Gevrai thuộc quận Beed

Andhra Pradesh:
- Basara, Adilabad (đền Gnana Saraswati)
- Nirmal, Adilabad (Nirmal Toys)
- Tadpakala, Nizamabad (Armoor Toys)
- battapur, Nizamabad (Armoor Toys)
- Goodem gutta, Adilabad (đền thờ)
- Dharmapuri, Karimnagar (đền Narasimha Swamy)
- Kaleshwaram, Karimnagar (đền Kaleswara Mukhteswara swamy (Siva))
- Manthani, Karimnagar (đền Gautameshwara Swami (Siva), Sri Rama, Sarswathi)
- Mancherial, Adilabad
- Chennur, Adilabad
- Godavarikhani, Karimnagar
- Eturunagaram, Warangal
- Bhadrachalam, Khammanm
- Rajamundry, Đông Godavari
- Kovvur, Tây Godavari
- Tallapudi, Tây Godavari
- Narsapur, Tây Godavari
- Antarvedi, Đông Godavari (Antarvedi nổi tiếng với kiến trúc đền thờ Laxmi Narasimha Swamy có niên đại từ giữa thế kỷ 15 và 16. Cũng có một đền thờ Siva cổ hơn đền Narasimha Swamy.
- Tadipudi, Tây Godavari

Pondicherry:
- Yanam, Yanam